# Trouillas
Trouillas (în catalană Trullars) este o comună în departamentul Pyrénées-Orientales din sudul Franței. În 2009 avea o populație de 1.699 de locuitori.

## Evoluția populației
| An        | 1975  | 1982  | 1990  | 1999  | 2006  | 2009  |
| --------- | ----- | ----- | ----- | ----- | ----- | ----- |
| Populație | 1.070 | 1.144 | 1.272 | 1.424 | 1.538 | 1.699 |